# New Lisbon (Wisconsin)
New Lisbon es una ciudad ubicada en el condado de Juneau en el estado estadounidense de Wisconsin. En el Censo de 2010 tenía una población de 2.554 habitantes y una densidad poblacional de 339,68 personas por km².

## Geografía
New Lisbon se encuentra ubicada en las coordenadas 43°52′31″N 90°9′45″O / 43.87528, -90.16250. Según la Oficina del Censo de los Estados Unidos, New Lisbon tiene una superficie total de 7.52 km², de la cual 7.03 km² corresponden a tierra firme y (6.48%) 0.49 km² es agua.

## Demografía
Según el censo de 2010, había 2.554 personas residiendo en New Lisbon. La densidad de población era de 339,68 hab./km². De los 2.554 habitantes, New Lisbon estaba compuesto por el 82.18% blancos, el 14.64% eran afroamericanos, el 1.33% eran amerindios, el 0.31% eran asiáticos, el 0% eran isleños del Pacífico, el 0.39% eran de otras razas y el 1.14% pertenecían a dos o más razas. Del total de la población el 4.27% eran hispanos o latinos de cualquier raza.